# 唐良智
唐良智（1960年6月—），男，汉族，湖北洪湖人，中华人民共和国政治人物。华中工学院（现华中科技大学）固体电子系本科毕业，华中科技大学经济学博士，研究员、高级工程师。曾任武汉市市长、成都市市长、中共成都市委书记、中共重庆市委副书记、重庆市人民政府市长。现任安徽省政协主席、党组书记。

## 生平
1979年9月，考入华中工学院固体电子系，就读半导体物理与器件专业。1982年7月加入中国共产党。1983年8月大学毕业后，考入中华人民共和国邮电部下属邮电部邮电科学研究院研究生部上海第一研究所硕士研究生。1985年，调回武汉，在邮电部武汉邮电科学研究院任技术员。1987年，武汉市人民政府决定筹建东湖开发区，调开发区办公室任职，参与开发区的筹建工作。其后，唐良智历任开发区管理办公室主任科员，新技术创业中心副主任、党委书记，开发区管委会政策法规处副处长、处长，东湖高新技术股份公司总经理，开发区管委会副主任、党委副书记。2001年10月，任武汉市硚口区区委副书记，代理区长、区长，期间在华中科技大学深造，并以在职博士研究生的身份主修西方经济学专业，于2002年获得经济学博士学位。2003年4月，他回到东湖开发区，任管委会主任、兼工委副书记。2005年10月，兼任工委书记，并明确为副市级干部。
2007年6月，任中共襄樊市委副书记，代理市长、市长。2008年2月，任中共襄樊市委书记，后兼任市人大常委会主任。2011年1月，任中共武汉市委副书记，代理市长；同年2月17日，在武汉市第十二届人大第七次会议上，当选为武汉市人民政府市长。在担任市长的四年中，唐良智力主“工业倍增计划”，通过成功招商中国南车轨道交通基地、中国北车城市轨道交通基地、上海通用汽车72万辆整车基地、联想集团MIDH事业群、东风雷诺整车项目、周大福珠宝产业园等，促进了武汉工业的强劲增长。同时，政府大举进行基础设施建设；在2012年上半年，就连续开工建设了四环线、武汉地铁3号线、武汉地铁4号线二期等工程。2014年，武汉市城建攻坚投资计划达到1500亿元，远高于同级别城市，如南京652.6亿元的城建投资、沈阳300亿元的城建投资。
2014年12月，任中共成都市委副书记，并获提名为成都市人民政府市长人选（2015年1月正式当选市长）。2016年7月11日，任中共成都市委书记。2017年4月，调任中共重慶市委副書記。同年10月，中国共产党第十九次全国代表大会上当选中国共产党第十九届中央委员会候补委员。2018年1月，他在重庆市第五届人民代表大会第一次会议上当选为重庆市人民政府市长，直到2021年12月去职，随即转任安徽省政协党组书记，2022年1月19日，当选安徽省政协主席。